# Calumma andringitraensis
Calumma andringitraensis är en ödleart som beskrevs av  Brygoo BLANC och DOMERGUE 1972. Calumma andringitraensis ingår i släktet Calumma och familjen kameleonter. IUCN kategoriserar arten globalt som starkt hotad. Inga underarter finns listade.